# Kanton Remich
Kanton Remich (lb. Kanton Réimech, fr. Canton de Remich, niem. Kanton Remich) – jeden z dwunastu kantonów w Luksemburgu, znajduje się w południowo-wschodniej części kraju. Przed 3 października 2015 należał do dystryktu Grevenmacher. Siedziba kantonu znajduje się w miejscowości Remich (Réimech).

## Podział administracyjny
W skład kantonu wchodzi siedem gmin (gemeng, commune, Gemeinde):
1. Bous-Waldbredimus (Bous-Waldbriedemes)
  - Bous (Bus)
  - Waldbredimus (Waldbriedemes)
2. Dalheim (Duelem)
3. Lenningen (Lenneng)
4. Mondorf-les-Bains (Munneref / Bad Mondorf)
5. Remich (Réimech)
6. Schengen
  - Burmerange (Boermereng / Bürmeringen)
  - Remerschen (Rëmerschen)
  - Wellenstein (Wellesteen)
7. Stadtbredimus (Stadbriedemes)